# Ángeles Lasso
Ángeles Lasso, es una astróloga y escritora chilena.
Ha participado de diferentes programas de televisión y radio.
Su libro Horóscopo Chino 2021 fue publicado en Chile, Argentina, Uruguay, México y España.
Ángeles Lasso fue galardonada con el Premio Legión del Libro otorgado por la Cámara Uruguaya del Libro.

## Libros
- Horóscopo Chino 2017
- Horóscopo Chino 2018
- Horóscopo Chino 2019
- Horóscopo Chino 2020
- Horóscopo Chino 2021
- Horóscopo Chino 2022
- Horóscopo Chino 2023
- Horóscopo Chino 2024